# ابوباکار کونه (بازیکن فوتبال، زاده ۱۹۹۰)
ابوباکار ک..ونده (انگلیسی: Aboubakar Koné؛ زادهٔ ۳ ژوئیهٔ ۱۹۹۰) ک.ونده است.